# PMA-1 (Mine)
Die PMA-1 oder auch PMA-1A (Protivpešadijska Mina Antimagnetna - 1(A)) ist eine in Jugoslawien hergestellte Antipersonenmine, die häufig während der Jugoslawienkriege eingesetzt wurde. Sie ist der Vorläufer der PMA-2 und besitzt eine täuschende Ähnlichkeit mit der israelischen No. 4.
Es wird geschätzt, das eine große Anzahl von Minen dieses Modells nach dem Ende des Krieges in andere Länder gelangten.

## Beschreibung
Das Gehäuse der PMA-1 besteht aus hellgrünem Kunststoff und hat eine rechteckige Form. Die obere Hälfte hat außen vier etwas vom Rand abgesetzte Verstärkungen und im Rand zwei Bohrungen für die Aufnahme des Scharnierstiftes. An der Innenseite befindet sich ein Druckstück für den chemischen Zünder vom Typ UPMAH-1, im unteren Minenteil der Raum für den Sprengkörper (200 g TNT-Block), eine Lagerschale für den Zünder sowie zwei Bohrungen für die Entwässerung. Die PMA-1 ähnelt stark der israelischen Antipersonenmine No 4, diese besitzt jedoch im Gegensatz zur PMA einen seitlich herausragenden Zündstift. 

## Funktion
Bei einem Druck von mehr als drei Kilogramm auf den Oberteil des Minenkörpers wird die vordere Kapsel des Zünders zerdrückt. Durch den Druck auf die Initialladung entsteht eine chemische Reaktion, die Hitze erzeugt. Diese Hitze initiiert die Sprengkapsel und diese wiederum initiiert die Sprengladung.

## Einsatz
Eingeführt und eingesetzt wurde die PMA-1 im ehemaligen Jugoslawien. Ausgeliefert werden die Minen in Holzkisten zu je 100 Stück, die 100 Zünder werden getrennt verpackt mitgeliefert. Ein Vorsteckdraht im Bereich des Zündlagers hält die Mine bis zur endgültigen Verlegung im sicheren Zustand. Die Bohrungen zur Entwässerung können auch als Befestigung einer Wiederaufnahmesicherung dienen.

## Räumung
Nach der Öffnung des Minendeckels wird der Sprengkörper mit Zünder aus dem Kunststoffkörper entnommen und der Zünder ausgeschraubt. Sollte die Mine mit einer Wiederaufnahmesicherung versehen bzw. anderweitig manipuliert worden sein, erfolgt eine berührungsfreie Sprengung.
Auf Grund ihres geringen Metallgehalts ist die PMA-1 mit herkömmlichen Metalldetektoren kaum zu orten.